# Carlos Alberto Dumas
Pour les articles homonymes, voir Dumas.
Carlos Alberto Dumas, plus connu sous le nom de Gato Dumas, né à Buenos Aires le 20 juillet 1938 et mort le 14 mai 2004, est un cuisinier argentin. 

## Biographie
Après s'être formé à Londres, il ouvre le premier restaurant d'une longue série à Buenos Aires en 1963. Sa réputation grandit au cours des décennies suivantes ; il anime de nombreuses émissions culinaires sur des chaînes de télévision sud-américaines. En 1998, il fonde une école de cuisine aujourd'hui implantée en Argentine, en Uruguay et en Colombie.